# Jorma Tommila
Jorma Tommila, född 1959 i Raumo, är en finländsk skådespelare. Han är verksam både på scen och på film.
Tommila föddes i Raumo och växte upp i Kiukais. Hans far dog när Jorma var fyra år gammal, efter att ha fått skador på lungorna under andra världskriget. Tommila  och hans äldre syster, skådespelaren Kielo Tommila, uppfostrades av sin mor.
1987 grundade Tommila teatergruppen Jumalan teatteri(fi) (Guds teater) tillsammans med vännerna regissörerna Jari Halonen och Esa Kirkkopelto och skådespelaren Jari Hietanen. Tillsammans gjorde gruppen experimentell och radikal scenkonst, enligt deras egen definition. Tommila tilldelades en Jussistatyett 1997 i kategorin Bästa manliga huvudroll för sin insats i komedin Joulubileet. Han har samarbetat flera gånger med regissörerna Jari Halonen och Jalmari Helander. Samarbetet med Helander har inneburit internationella framgångar även för Tommila.
Sedan början på 2010-talet har han fast anställning vid Vasa stadsteater.
Han är bosatt i Vasa och gift med skådespelaren Ida Helander-Tommila, som är syster till regissören Jalmari Helander. Han är far till Onni Tommila, som också är skådespelare.